# Surma (rivière)
Pour les articles homonymes, voir Surma.
La Surma est une rivière d'Inde et du Bangladesh. Elle se créé à partir de la division du Barak à la frontière indo-bangladaise. Elle se termine dans la Meghna avant que ses eaux ne rejoignent le golfe du Bengale.

## Source de la traduction
- (en) Cet article est partiellement ou en totalité issu de l’article de Wikipédia en anglais intitulé « Surma River » (voir la liste des auteurs).